# Сысканово
Сысканово (баш. Сысҡан) — деревня в Кармаскалинском районе Республики Башкортостан Российской Федерации. Входит в состав Сахаевского сельсовета.

## География

### Географическое положение
Находится на берегу реки Белой.
Расстояние до:
- районного центра (Кармаскалы): 19 км,
- центра сельсовета (Сахаево): 8 км,
- ближайшей ж/д станции (Карламан): 5 км.

## Население
| 2002 | 2009 | 2010 |
| ---- | ---- | ---- |
| 116  | ↘104 | ↗109 |

Национальный состав
Согласно переписи 2002 года, преобладающая национальность — башкиры (99 %).